# UN-Sonderberichterstatter für die Rechte indigener Völker

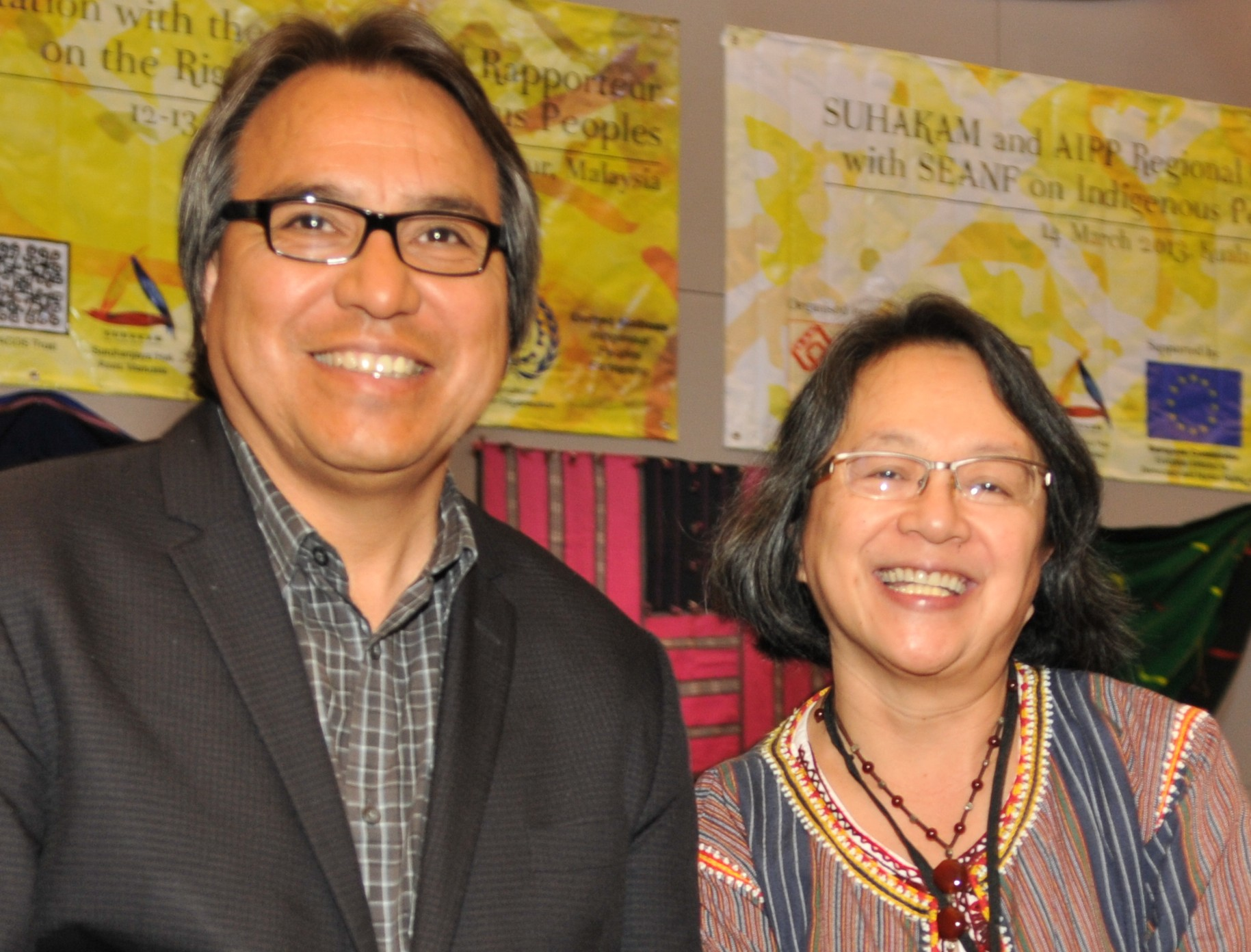
James Anaya (bis 2014 UN-Sonderberichterstatter für die Rechte indigener Völker) und seine Nachfolgerin Victoria Tauli-Corpuz im März 2013 in Kuala-Lumpur

Der UN-Sonderberichterstatter für die Rechte indigener Völker (englisch United Nations Special Rapporteur on the rights of indigenous peoples) ist neben dem Ständigen Forum über indigene Angelegenheiten und dem UN-Expertenmechanismus für die Rechte indigener Völker (EMRIP) eines der drei Organe der Vereinten Nationen, das ausschließlich mit der Lage der indigenen Völker der Erde befasst ist.
Das Amt des Sonderberichterstatters wurde 2001 eingerichtet und wurde bis April 2008 durch den Mexikaner Rodolfo Stavenhagen ausgeübt. Am 1. Mai 2008 trat James Anaya, ein Jurist indianischer Abstammung, der an der University of Arizona lehrt, seine Nachfolge an. Dieser wurde am 2. Juni 2014 von Victoria Tauli-Corpuz abgelöst. Tauli-Corpuz stammt von den Philippinen, ist Direktorin der philippinischen Tebtebba Foundation und entstammt der Ethnie der Igorot. 2020 lief ihre Amtszeit aus und ihr Amt ging an den aus Guatemala stammenden José Francisco Calí Tzay über, der zuvor Vorsitzender des UN-Antidiskriminierungsausschusses war.

## Das UN-Mandat
Die UN-Menschenrechtskommission schuf diese Stelle am 24. April 2001 mittels einer Resolution, in welcher auch der Auftrag definiert wurde. Dieses UN-Mandat ist auf drei Jahre befristet und wird regelmäßig verlängert. Nachdem die UN-Menschenrechtskommission im Jahr 2006 durch den UN-Menschenrechtsrat ersetzt wurde, ist dieser nun zuständig und übt die Aufsicht aus.

## Wirken
Sonderberichterstatter Stavenhagen hat sich seit seiner Ernennung vorwiegend auf drei Arbeitsfelder konzentriert:
1. Recherche und Forschung zu Einzelthemen, die die Menschenrechte und Grundfreiheiten indigener Völker betreffen, z. B. die Folgen von Entwicklungsprojekten, kulturelle Rechte und Justizwesen;
2. Länderbesuchte (Fact finding mission) zur Lage indigener Völker, u. a. nach Guatemala und in die Philippinen (2002), Mexiko und Chile (2003), Kolumbien und Kanada (2004).
3. Kommunikation mit Regierungen in Bezug auf Menschenrechtsverletzungen an indigenen Völkern.

James Anaya hat in seiner Amtszeit
1. 19 Länderbesuche durchgeführt, wobei der mit Sápmi auch erstmals ein länderübergreifendes Territorium besucht hat.[9]
2. Daneben hat er sich ebenso in zahlreichen Fällen auf Bitten indigener Gemeinschaften an Regierungen gewandt.[10]
3. Schließlich hat er eine Reihe von thematischen Studien erarbeitet. Dabei hat er sich insbesondere auf die Auswirkungen extraktiver Industrien auf die Situation und Rechte indigener Völker konzentriert, sich mit den UN-Leitprinzipien für Wirtschaft und Menschenrechte und Unternehmensverantwortung auseinandergesetzt und die Frage nach Konsultations- und Beteiligungsrechten indigener Völker genauer untersucht, einschließlich des Konzepts der Freien, vorherigen und informierten Zustimmung (Free, Prior and Informed Consent, FPIC).[11]

## Amtsinhaber
- 2001–2008 Rodolfo Stavenhagen  Mexiko
- 2008–2014 James Anaya  Vereinigte Staaten
- 2014–2020 Victoria Tauli-Corpuz  Philippinen
- seit 2020 José Francisco Calí Tzay  Guatemala